# Герб комуни Усбю
Герб комуни Усбю (швед. Osby kommunvapen) — символ шведської адміністративно-територіальної одиниці місцевого самоврядування комуни Усбю. 

## Історія
Герб було розроблено для торговельного містечка (чепінга) Усбю. Отримав королівське затвердження 1963 року.    
Після адміністративно-територіальної реформи, проведеної в Швеції на початку 1970-х років, муніципальні герби стали використовуватися лишень комунами. Цей герб був 1974 року перебраний для нової комуни Усбю.
Герб комуни офіційно зареєстровано 1984 року.
Герби давніших адміністративних утворень, що увійшли до складу комуни, більше не використовуються.

Герб ландскомуни Віттше (1967–1970) Герб комуни Віттше (1971–1973)
Герб ландскомуни Еркенед (1944–1970) Герб комуни Еркенед (1971–1973)

## Опис (блазон)
У срібному полі скошені навхрест червона гвинтівка дулом вгору та зелена гілка пальми.

## Зміст
Гвинтівка символізує бої між Швецією та Данією в XVIІ столітті за ці території. Пальмова гілка походить з печатки 1679 року гераду (територіальної сотні) Естра Йоїнге.